# Unreleased (1998-2010)
Unreleased (1998-2010) è un album di raccolta del gruppo musicale australiano Powderfinger, pubblicato nel 2020.

## Tracce
1. Day by Day – 3:12
2. Daybreak – 3:54
3. What Are You Waiting for – 3:47
4. Diamond Ring – 3:23
5. Say It So I Know – 4:12
6. Lou Doimand – 4:09
7. I  Don't Want to Be Your Problem – 3:44
8. Rule of Thumb – 3:49
9. Happy – 3:09
10. Wrecking Ball – 3:55